# Sean Payton
Pour les articles homonymes, voir Sean et Payton.
(en) Statistiques sur pro-football-reference
(en) Statistiques sur statscrew
Patrick Sean Payton (né le 29 septembre 1963 à San Mateo, Californie) est un entraîneur de football américain en National Football League (NFL).
Il occupe pendant près de dix ans des postes d'assistant ou de coordonnateur chez les Saints de La Nouvelle-Orléans avant d'y être nommé entraîneur principal en 2006, poste qu'il conserve jusqu'en fin de saison 2021. Pour sa première saison, il est désigné entraîneur de l'année après avoir mené son équipe en phase éliminatoire, alors qu'elle n'avait signé qu'un bilan de 3 victoires et 13 défaites la saison précédente. En 2009, il remporte le Super Bowl XLIV, offrant aux Saints le premier Super Bowl de leur histoire. À l'issue de la saison 2011, il est, avec plusieurs de ses joueurs et assistants, déclaré coupable par la NFL d'avoir offert des primes à ses joueurs pour les récompenser s'ils blessaient ou mettaient KO des joueurs des équipes adverses. Suspendu à l'issue de ce scandale pour toute la durée de la saison 2012, il retrouve son poste d'entraîneur principal chez les Saints dès le début de la saison 2013 et y reste jusqu'en fin de saison 2021.
Le 3 février 2023, il s'engage avec les Broncos de Denver et y devient entraîneur principal.

## Biographie

### Carrière d'entraîneur
Il commence une carrière d'entraîneur en 1988 lorsqu'il est engagé par l'équipe universitaire des Aztecs de San Diego State en tant qu'assistant offensif.
Les saisons suivantes, il occupe des postes d'assistant pour plusieurs équipes universitaires différentes avant d'obtenir un premier emploi dans la National Football League, chez les Eagles de Philadelphie, en tant qu'entraîneur des quarterbacks. En 1999, il rejoint les Giants de New York pour y occuper le même poste. La saison suivante, il est promu au poste de coordinateur offensif.
En 2003, il rejoint les Cowboys de Dallas en tant qu'entraîneur des quarterbacks et en tant qu'assistant de l'entraîneur principal Bill Parcells.
Le 17 janvier 2006, il est nommé entraîneur principal des Saints de La Nouvelle-Orléans. Il rejoint une équipe qui a été affectée la saison précédente par l'ouragan Katrina et qui a terminé la saison avec un bilan de 3 victoires et 13 défaites. Avec l'acquisition du quarterback Drew Brees et un retour au Louisiana Superdome, il mène l'équipe à un bilan de 10 victoires et 6 défaites, remportant le titre de champion de la division NFC Sud et se qualifiant pour la phase éliminatoire finale, une première depuis la saison 2000. Les Saints remportent le match de tour de division joué contre les Eagles de Philadelphie mais s'inclinent contre les Bears de Chicago en finale de conférence NFC. En fin de saison, ces performances lui permettent d'être désigné entraîneur de l'année.
En 2009, il mène les Saints à un bilan de 13 victoires et 3 défaites, soit le meilleur bilan de la conférence NFC. En phase éliminatoire, les Saints battent les Cardinals de l'Arizona puis les Vikings du Minnesota et se qualifient pour le Super Bowl XLIV. Son équipe bat les Colts d'Indianapolis 31 à 17 permettant aux Saints de remporter le premier Super Bowl de leur histoire.
À l'issue de la saison 2011, il est, avec plusieurs de ses joueurs et assistants, déclaré coupable par la NFL d'avoir offert des primes à ses joueurs pour les récompenser s'ils blessaient ou mettaient KO des joueurs des équipes adverses. Le 21 mars 2012, Payton ainsi que le coordinateur défensif de l'époque Gregg Williams sont suspendus à l'issue de ce scandale pour toute la durée de la saison 2012. Il fait appel de cette suspension mais sa demande est rejetée par la Ligue. Ses assistants Aaron Kromer et Joe Vitt assurent l'intérim durant la saison. Le 22 janvier 2013, sa suspension est levée et les Saints le confirment comme entraîneur principal pour la saison 2013.
Le 25 janvier 2022, il annonce qu'il quitte les Saints après y avoir entraîné 15 saisons.
Le 31 janvier 2023, Payton signale qu'il va accepter le poste d'entraîneur principal chez les Broncos de Denver et est officiellement engagé trois jours plus tard par le franchise. Peyton étant toujours lié contractuellement aux Saints, un échange est conclu entre les deux franchises. Les Broncos acceptent de leur céder un choix de 1er tour de la draft 2023 et un choix de 2e tour de la draft 2024 contre Payton et un choix de 3e tour de la draft 2024 des Saints.

## Statistiques comme entraîneur
| Équipe                        | Année      | Saison régulière | Saison régulière | Saison régulière | Saison régulière | Saison régulière | Phase éliminatoire | Phase éliminatoire | Phase éliminatoire | Phase éliminatoire                                             |
| ----------------------------- | ---------- | ---------------- | ---------------- | ---------------- | ---------------- | ---------------- | ------------------ | ------------------ | ------------------ | -------------------------------------------------------------- |
| Équipe                        | Année      | G                | P                | N                | % victoires      | Classement       | G                  | P                  | % victoires        | Résultat                                                       |
| Saints de La Nouvelle-Orléans | 2006       | 10               | 6                | 0                | 62,5             | 1er NFC Sud      | 1                  | 1                  | 050,0              | Défaite contre les Bears de Chicago en finale de conférence    |
| Saints de La Nouvelle-Orléans | 2007       | 07               | 9                | 0                | 43,8             | 3e NFC Sud       | -                  | -                  | -                  | -                                                              |
| Saints de La Nouvelle-Orléans | 2008       | 08               | 8                | 0                | 50,0             | 4e NFC Sud       | -                  | -                  | -                  | -                                                              |
| Saints de La Nouvelle-Orléans | 2009       | 13               | 3                | 0                | 81,3             | 1er NFC Sud      | 3                  | 0                  | 100,0              | Victoire au Super Bowl XLIV contre les Colts d'Indianapolis    |
| Saints de La Nouvelle-Orléans | 2010       | 11               | 5                | 0                | 68,8             | 2e NFC Sud       | 0                  | 1                  | 00,0               | Défaite contre les Seahawks de Seattle au tour préliminaire    |
| Saints de La Nouvelle-Orléans | 2011       | 13               | 3                | 0                | 81,3             | 1er NFC Sud      | 1                  | 1                  | 050,0              | Défaite contre les 49ers de San Francisco au tour de division  |
| Saints de La Nouvelle-Orléans | 2013       | 11               | 5                | 0                | 68,8             | 2e NFC Sud       | 1                  | 1                  | 050,0              | Défaite contre les Seahawks de Seattle au tour de division     |
| Saints de La Nouvelle-Orléans | 2014       | 07               | 9                | 0                | 43,8             | 2e NFC Sud       | -                  | -                  | -                  | -                                                              |
| Saints de La Nouvelle-Orléans | 2015       | 07               | 9                | 0                | 43,8             | 3e NFC Sud       | -                  | -                  | -                  | -                                                              |
| Saints de La Nouvelle-Orléans | 2016       | 07               | 9                | 0                | 43,8             | 3e NFC Sud       | -                  | -                  | -                  | -                                                              |
| Saints de La Nouvelle-Orléans | 2017       | 11               | 5                | 0                | 68.8             | 1er NFC Sud      | 1                  | 1                  | 050,0              | Défaite contre les Vikings du Minnesota au tour de division    |
| Saints de La Nouvelle-Orléans | 2018       | 13               | 3                | 0                | 81,3             | 1er NFC Sud      | 1                  | 1                  | 050,0              | Défaite contre les Rams de Los Angeles en finale de conférence |
| Saints de La Nouvelle-Orléans | 2019       | 13               | 3                | 0                | 81,3             | 1er NFC Sud      | 0                  | 1                  | 00,0               | Défaite contre les Vikings du Minnesota au tour préliminaire   |
| Saints de La Nouvelle-Orléans | 2020       | 12               | 4                | 0                | 75,0             | 1er NFC Sud      | 1                  | 1                  | 050,0              | Défaite contre les Buccaneers de Tampa Bay au tour de division |
| Saints de La Nouvelle-Orléans | 2021       | 09               | 8                | 0                | 52,9             | 2e NFC Sud       | -                  | -                  | -                  | -                                                              |
| Broncos de Denver             | 2023       | 8                | 9                | 0                | 46,9             | 3e AFC West      |                    |                    |                    |                                                                |
|                               |            |                  |                  |                  |                  |                  |                    |                    |                    |                                                                |
| Totaux Saints                 | 15 saisons | 152              | 89               | 0                | 63,1             |                  | 9                  | 8                  | 052,9              |                                                                |
| Totaux NFL                    | 15 saisons | 152              | 89               | 0                | 63,1             |                  | 9                  | 8                  | 052,9              |                                                                |